# Mosnac-Saint-Simeux
Mosnac-Saint-Simeux é uma comuna francesa na região administrativa da Nova Aquitânia, no departamento de Charente. Estende-se por uma área de 15.73 km². Em 2010 a comuna tinha 454 habitantes (densidade: 28,9 hab./km²).
Foi criada em 1 de janeiro de 2021, a partir da fusão das antigas comunas de Mosnac e Saint-Simeux.